# Valentina Visconti (1357-1393)
Valentina Visconti (Milaan, 12 augustus 1357 - 1393) was van 1378 tot 1382 koningin-gemalin van Cyprus en titulair koningin-gemalin van Jeruzalem. Zij behoorde tot het huis Visconti.

## Levensloop
Valentina was de elfde van zeventien kinderen van Bernabò Visconti, heer van Milaan, uit diens huwelijk met Beatrice Regina della Scala, dochter van Mastino II della Scala, heer van Verona.
Toen koning Peter I van Cyprus in 1363 Milaan bezocht, beloofde Bernabò Visconti de koning om zijn dochter uit te huwelijken aan diens zoon Peter II (1357-1382). Aanvankelijk was het de bedoeling dat Peter II uitgehuwelijkt zou worden aan een dochter van de Byzantijnse keizer Johannes V Palaiologos, maar deze suggestie werd om politieke redenen geweigerd; de Latijnse bevolking van Cyprus wilde immers niet weten van een Griekse prinses als toekomstige koningin van het eiland.
In 1373 stond Valentina op het punt om voor haar huwelijk met Peter naar Cyprus te vertrekken, maar het huwelijk werd uitgesteld wegens de gevechten tussen Cyprus en Genua. In september 1377 huwde ze dan maar met de handschoen met Peter II. Het jaar daarop vertrok de bruid naar Cyprus, waar ze onmiddellijk koningin-gemalin werd. Peter en Valentina kregen een dochter die in 1382 op tweejarige leeftijd overleed. In Cyprus had ze een gespannen relatie met haar schoonmoeder Eleonora van Aragón, die aan het hof betrokken was bij verschillende schandalen en vaak problemen veroorzaakte. Om de situatie tussen Valentina en Eleonora te ontmijnen, stuurde Peter II zijn moeder terug naar Aragón. 
In oktober 1382 stierf haar echtgenoot en werd Valentina dus weduwe. Sommige bronnen stellen dat ze het jaar nadien hertrouwde met een graaf genaamd Galeazzo. Valentina Visconti overleed in 1393.